# Куинн, Итан
Итан Куинн (англ. Ethan Quinn; род. 12 марта 2004, Фресно, Калифорния) — американский профессиональный теннисист. Победитель одного турнира ATP Challenger в одиночном разряде; и финалист четырёх турниров ATP Challenger (из них два в одиночном разряде).
Полуфиналист одного юниорского турнира Большого шлема в парном разряде (Открытый чемпионат США-2021); бывшая 14-я ракетка мира в юниорском рейтинге ITF (2022).

## Биография
Родился 12 марта 2004 года во Фресно, в Калифорнии, в США.

## Спортивная карьера
В 2022—2024 годах стал победителем одного турнира ATP серии «челленджер» и трёх турниров ITF серии «фьючерс» в одиночном разряде.
И в 2022 году стал победителем ещё двух турниров ITF серии «фьючерс» в парном разряде.

### 2025
В конце мая 2025 года прошёл квалификацию и вышел в основную сетку турнира Большого шлема Открытого чемпионата Франции, где он в первом круге одиночного разряда победил занимающего 17-е место рейтинга 34-летнего болгарина Григора Димитрова со счётом 2-6, 3-6, 6-2, отказ, и во втором круге победил 103-ю ракетку мира казахстанца Александра Шевченко со счётом 6-4, 4-6, 6-7(5), 7-6(3), 7-5, но в третьем круге проиграл нидерландцу Таллону Грикспору со счётом 6-4, 1-6, 7-6(2), 1-6, 4-6.